# رضی‌الدین طبری
رضی‌الدین، ابراهیم بن محمّد بن ابراهیم طبری با کُنیهٔ ابواحمد (۱۲۳۹–۱۳۲۲م) فقیه شافعی، محدث و شاعر عربی حجازی و شیخ مکه در روزگار خود بود. المنتخب فی علم الحدیث، فهرست، تساعیات، اختصار شرح السنة للبغوی از آثار اوست. بیش از پنجاه سال به حدیث‌گویی پرداخت و همچنین شعر سرود.